# Saison 2020-2021 du Tottenham Hotspur FC
Maillots
Chronologie
Saison précédente Saison suivante
La saison 2020-2021 du Tottenham Hotspur FC est la 29e saison du club en Premier League et la 43e saison consécutive dans l'élite du football anglais.

## Transferts
| Nom                   | Poste             | Nationalité    | Transfert      | Indemnité       | Mercato       | Provenance/Destination  | Division       |
| Arrivées              |                   |                |                |                 |               |                         |                |
| Pierre-Emile Højbjerg | Milieu de terrain | Danemark       | Transfert      | 17 millions d'€ | Mercato d'été | Southampton             | Premier League |
| Joe Hart              | Gardien           | Angleterre     | Transfert      | -               | Mercato d'été | -                       | -              |
| Matt Doherty          | Arrière droit     | Irlande        | Transfert      | 17 millions d'€ | Mercato d'été | Wolverhampton Wanderers | Premier League |
| Sergio Reguilón       | Arrière gauche    | Espagne        | Transfert      | 30 millions d'€ | Mercato d'été | Real Madrid             | La Liga        |
| Gareth Bale           | Ailier            | Pays de Galles | Prêt           | -               | Mercato d'été | Real Madrid             | La Liga        |
| Carlos Vinícius       | Attaquant         | Brésil         | Prêt           | -               | Mercato d'été | Benfica Lisbonne        | Liga NOS       |
| Joe Rodon             | Défenseur         | Pays de Galles | Transfert      | 12 millions d'€ | Mercato d'été | Swansea City            | Championship   |
| Départ                |                   |                |                |                 |               |                         |                |
| Jan Vertonghen,       | Défenseur         | Belgique       | Fin de contrat | -               | Mercato d'été | -                       | -              |
| Michel Vorm           | Gardien           | Pays-Bas       | Fin de contrat | -               | Mercato d'été | -                       | -              |
| Troy Parrott          | Attaquant         | Irlande        | Prêt           | -               | Mercato d'été | Millwall                | Championship   |
| Kyle Walker-Peters    | Défenseur         | Angleterre     | Transfert      | 13 millions d'€ | Mercato d'été | Southampton             | Premier League |
| Oliver Skipp          | Milieu de terrain | Angleterre     | Prêt           | -               | Mercato d'été | Norwich City            | Championship   |
| Juan Foyth            | Défenseur         | Argentine      | Prêt           | -               | Mercato d'été | Villarreal              | La Liga        |
| Ryan Sessegnon        | Défenseur         | Angleterre     | Prêt           | -               | Mercato d'été | TSG Hoffenheim          | Bundesliga     |

## Effectif

### Joueurs prêtés
Le tableau suivant liste les joueurs en prêt pour la saison 2020-2021.
| Joueurs prêtés |    |                         |                        |                     |                    |                 |  |
| \| N° \| P. \| Nat. \| Nom \| Date de naissance \| Sélection \| Club en prêt \| \| \| - \| D \| \| Cameron Carter-Vickers \| 31/12/1997 (27 ans) \| États-Unis \| AFC Bournemouth \| \| \| 21 \| D \| \| Juan Foyth \| 12/01/1998 (27 ans) \| Argentine \| Villarreal CF \| \| \| 19 \| M \| \| Ryan Sessegnon \| 18/05/2000 (24 ans) \| Angleterre espoirs \| TSG Hoffenheim \| \| \| 29 \| M \| \| Oliver Skipp \| 16/09/2000 (24 ans) \| Angleterre espoirs \| Norwich City \| \| \| 52 \| A \| \| Troy Parrott \| 04/02/2002 (23 ans) \| Irlande espoirs \| Millwall \| \| |    |                         |                        |                     |                    |                 |  |
| N° | P. | Nat.                    | Nom                    | Date de naissance   | Sélection          | Club en prêt    |  |
| - | D  | Drapeau des États-Unis  | Cameron Carter-Vickers | 31/12/1997 (27 ans) | États-Unis         | AFC Bournemouth |  |
| 21 | D  | Drapeau de l'Argentine  | Juan Foyth             | 12/01/1998 (27 ans) | Argentine          | Villarreal CF   |  |
| 19 | M  | Drapeau de l'Angleterre | Ryan Sessegnon         | 18/05/2000 (24 ans) | Angleterre espoirs | TSG Hoffenheim  |  |
| 29 | M  | Drapeau de l'Angleterre | Oliver Skipp           | 16/09/2000 (24 ans) | Angleterre espoirs | Norwich City    |  |
| 52 | A  | Drapeau de l'Irlande    | Troy Parrott           | 04/02/2002 (23 ans) | Irlande espoirs    | Millwall        |  |

| N° | P. | Nat.                    | Nom                    | Date de naissance   | Sélection          | Club en prêt    |  |
| -  | D  | Drapeau des États-Unis  | Cameron Carter-Vickers | 31/12/1997 (27 ans) | États-Unis         | AFC Bournemouth |  |
| 21 | D  | Drapeau de l'Argentine  | Juan Foyth             | 12/01/1998 (27 ans) | Argentine          | Villarreal CF   |  |
| 19 | M  | Drapeau de l'Angleterre | Ryan Sessegnon         | 18/05/2000 (24 ans) | Angleterre espoirs | TSG Hoffenheim  |  |
| 29 | M  | Drapeau de l'Angleterre | Oliver Skipp           | 16/09/2000 (24 ans) | Angleterre espoirs | Norwich City    |  |
| 52 | A  | Drapeau de l'Irlande    | Troy Parrott           | 04/02/2002 (23 ans) | Irlande espoirs    | Millwall        |  |

## Tenues
Fabricant : Nike / Sponsor principal : AIA
| Domicile | Extérieur | Autre | Domicile (Europe) | Gardien 1 | Gardien 2 | Gardien 3 |

## Bilan de la saison
| Premier League    | FA Cup                | Carabao Cup                   | Ligue Europa                        |
| ----------------- | --------------------- | ----------------------------- | ----------------------------------- |
| 7e place          | 5e tour               | Finaliste                     | Huitièmes de finale                 |
| 62 pts            | contre Everton (5-4). | contre Manchester City (1-0). | contre le Dinamo Zagreb (2-0; 3-0). |
| 18V 8N 12D        | 2V 0N 1D              | 3V 0N 1D                      | 10V 1N 2D                           |
| TOTAL: 33V 9N 16D |                       |                               |                                     |

## Compétitions

### Premier League

#### Classement
| Rang | Équipe                  | Pts | J  | G  | N  | P  | Bp | Bc | Diff |
| ---- | ----------------------- | --- | -- | -- | -- | -- | -- | -- | ---- |
| 1    | Manchester City L       | 86  | 38 | 27 | 5  | 6  | 83 | 32 | +51  |
| 2    | Manchester United       | 74  | 38 | 21 | 11 | 6  | 73 | 44 | +29  |
| 3    | Liverpool FC T          | 69  | 38 | 20 | 9  | 9  | 68 | 42 | +26  |
| 4    | Chelsea FC C1           | 67  | 38 | 19 | 10 | 9  | 58 | 36 | +22  |
| 5    | Leicester City C        | 66  | 38 | 20 | 6  | 12 | 68 | 50 | +18  |
| 6    | West Ham United         | 65  | 38 | 19 | 8  | 11 | 62 | 47 | +15  |
| 7    | Tottenham Hotspur       | 62  | 38 | 18 | 8  | 12 | 68 | 45 | +23  |
| 8    | Arsenal FC S            | 61  | 38 | 18 | 7  | 13 | 55 | 39 | +16  |
| 9    | Leeds United P          | 59  | 38 | 18 | 5  | 15 | 62 | 54 | +8   |
| 10   | Everton FC              | 59  | 38 | 17 | 8  | 13 | 47 | 48 | -1   |
| 11   | Aston Villa             | 55  | 38 | 16 | 7  | 15 | 55 | 46 | +9   |
| 12   | Newcastle United        | 45  | 38 | 12 | 9  | 17 | 46 | 62 | -16  |
| 13   | Wolverhampton Wanderers | 45  | 38 | 12 | 9  | 17 | 36 | 52 | -16  |
| 14   | Crystal Palace          | 44  | 38 | 12 | 8  | 18 | 41 | 66 | -25  |
| 15   | Southampton FC          | 43  | 38 | 12 | 7  | 19 | 47 | 68 | -21  |
| 16   | Brighton & Hove Albion  | 41  | 38 | 9  | 14 | 15 | 40 | 46 | -6   |
| 17   | Burnley FC              | 39  | 38 | 10 | 9  | 19 | 33 | 55 | -22  |
| 18   | Fulham FC P             | 28  | 38 | 5  | 13 | 20 | 27 | 53 | -26  |
| 19   | West Bromwich AlbionP   | 26  | 38 | 5  | 11 | 22 | 35 | 76 | -41  |
| 20   | Sheffield United        | 23  | 38 | 7  | 2  | 29 | 20 | 63 | -43  |

Qualifications européennes
Ligue des champions 2021-2022
- 1er à 4e : phase de groupes

Ligue Europa 2021-2022
- 5e et C : phase de groupes

Ligue Europa Conférence 2021-2022
- L : Tour de barrages

Relégation
- 18e à 20e : relégation en Championship

Abréviations
- T : Tenant du titre
- C : Vainqueur de la FA Cup 2020-2021
- L : Vainqueur de la Coupe de la Ligue 2020-2021
- S : Vainqueur du Community Shield 2020
- P : Promu de Championship 2019-2020

### Coupe d'Angleterre
Tottenham Hotspur commence cette compétition au 3e tour, étant un club anglais disputant une coupe d'Europe. Le club londonien est opposé au Marine FC, pensionnaire de 8e division anglaise.

### Coupe de la ligue anglaise
Tottenham Hotspur commence cette compétition au 3e tour, étant un club anglais disputant une coupe d'Europe. Le club londonien est opposé au vainqueur du match entre Leyton Orient et Plymouth Argyle. La rencontre, qui devait se jouer le 22 septembre 2020, est reportée à la suite de la confirmation d'une dizaine de cas de COVID-19 dans l'effectif de Leyton Orient. Le match est finalement annulé et Tottenham est déclaré vainqueur et affrontera Chelsea au tour suivant.

### Ligue Europa

#### Phase de groupes
Après avoir remporté chaque tour de qualification, Tottenham Hotspur est placé dans le chapeau 1 du tirage au sort de la phase de groupes. Le club londonien se retrouve finalement dans le groupe J en compagnie du Ludogorets Razgrad, de LASK et du Royal Antwert.
| Rang | Équipe             | Pts | J | G | N | P | Bp | Bc | Diff |  | Résultats (▼ dom., ► ext.) |     |     |     |     |
| ---- | ------------------ | --- | - | - | - | - | -- | -- | ---- |  | -------------------------- | --- | --- | --- | --- |
| 1    | Tottenham Hotspur  | 13  | 6 | 4 | 1 | 1 | 15 | 5  | +10  |  | Tottenham Hotspur          |     | 2-0 | 3-0 | 4-0 |
| 2    | Royal Antwerp FC   | 12  | 6 | 4 | 0 | 2 | 8  | 5  | +3   |  | Royal Antwerp FC           | 1-0 |     | 0-1 | 3-1 |
| 3    | LASK               | 10  | 6 | 3 | 1 | 2 | 11 | 12 | -1   |  | LASK                       | 3-3 | 0-2 |     | 4-3 |
| 4    | Ludogorets Razgrad | 0   | 6 | 0 | 0 | 6 | 7  | 19 | -12  |  | Ludogorets Razgrad         | 1-3 | 1-2 | 1-3 |     |

## Statistiques

### Meilleurs buteurs
| Class. | Pos.   | No     | Joueur                | Premier League | FA Cup | League Cup | Ligue Europa | Total |
| ------ | ------ | ------ | --------------------- | -------------- | ------ | ---------- | ------------ | ----- |
| 1      | FW     | 10     | Harry Kane            | 23             | 1      | 1          | 8            | 33    |
| 2      | FW     | 7      | Son Heung-min         | 17             | 0      | 1          | 4            | 22    |
| 3      | FW     | 9      | Gareth Bale           | 11             | 1      | 1          | 3            | 16    |
| 4      | FW     | 45     | Carlos Vinícius       | 1              | 3      | 0          | 6            | 10    |
| 5      | MF     | 27     | Lucas Moura           | 3              | 1      | 0          | 5            | 9     |
| 6      | MF     | 28     | Tanguy Ndombele       | 3              | 2      | 0          | 1            | 6     |
| 7      | MF     | 18     | Giovani Lo Celso      | 1              | 0      | 0          | 4            | 5     |
| 8      | MF     | 11     | Erik Lamela           | 1              | 1      | 1          | 1            | 4     |
| 9      | MF     | 20     | Dele Alli             | 0              | 0      | 0          | 3            | 3     |
| 10     | MF     | 5      | Pierre-Emile Højbjerg | 2              | 0      | 0          | 0            | 2     |
| 10     | DF     | 6      | Davinson Sánchez      | 0              | 2      | 0          | 0            | 2     |
| 10     | MF     | 8      | Harry Winks           | 0              | 1      | 0          | 1            | 2     |
| 10     | DF     | 24     | Serge Aurier          | 2              | 0      | 0          | 0            | 2     |
| 14     | DF     | 4      | Toby Alderweireld     | 1              | 0      | 0          | 0            | 1     |
| 14     | MF     | 17     | Moussa Sissoko        | 0              | 0      | 1          | 0            | 1     |
| 14     | MF     | 23     | Steven Bergwijn       | 1              | 0      | 0          | 0            | 1     |
| 14     | DF     | 33     | Ben Davies            | 0              | 0      | 1          | 0            | 1     |
| 14     | MF     | 54     | Alfie Devine          | 0              | 1      | 0          | 0            | 1     |
| TOTAUX | TOTAUX | TOTAUX | TOTAUX                | 66             | 13     | 6          | 36           | 121   |

### Meilleurs passeurs
| Class. | Pos.   | No     | Joueur                | Premier League | FA Cup | League Cup | Ligue Europa | Total |
| ------ | ------ | ------ | --------------------- | -------------- | ------ | ---------- | ------------ | ----- |
| 1      | ST     | 10     | Harry Kane            | 11             | 0      | 0          | 3            | 14    |
| 2      | ST     | 7      | Son Heung-min         | 5              | 0      | 0          | 3            | 8     |
| 3      | DF     | 3      | Sergio Reguilón       | 2              | 0      | 2          | 0            | 4     |
| 3      | ST     | 45     | Carlos Vinícius       | 0              | 0      | 0          | 3            | 3     |
| 4      | MF     | 23     | Steven Bergwijn       | 0              | 0      | 0          | 2            | 2     |
| 4      | MF     | 27     | Lucas Moura           | 0              | 0      | 0          | 2            | 2     |
| 4      | MF     | 28     | Tanguy Ndombele       | 1              | 0      | 0          | 1            | 2     |
| 4      | DF     | 33     | Ben Davies            | 0              | 0      | 0          | 2            | 2     |
| 6      | DF     | 2      | Matt Doherty          | 1              | 0      | 0          | 0            | 1     |
| 6      | MF     | 5      | Pierre-Emile Højbjerg | 1              | 0      | 0          | 0            | 1     |
| 6      | MF     | 20     | Dele Alli             | 0              | 0      | 0          | 1            | 1     |
| 6      | DF     | 24     | Serge Aurier          | 1              | 0      | 0          | 0            | 1     |
| TOTAUX | TOTAUX | TOTAUX | TOTAUX                | 20             | 0      | 1          | 16           | 37    |

### Clean sheets
| Class. | No     | Joueur      | Premier League | FA Cup | League Cup | Ligue Europa | Total |
| ------ | ------ | ----------- | -------------- | ------ | ---------- | ------------ | ----- |
| 1      | 1      | Hugo Lloris | 12             | 0      | 1          | 1            | 14    |
| 2      | 12     | Joe Hart    | 0              | 1      | 0          | 4            | 5     |
| TOTAUX | TOTAUX | TOTAUX      | 12             | 1      | 1          | 5            | 19    |

### Récompenses de la saison
- Joueur de la saison

 Harry Kane
- Meilleur buteur de Premier League

 Harry Kane (23 buts)
- Meilleur passeur de Premier League

 Harry Kane (14 passes décisives)
- Membres de l'équipe-type de Premier League

 Harry Kane
 Son Heung-min
- Joueur du mois de Premier League

| Mois      | Joueur                | Résultat |
| --------- | --------------------- | -------- |
| Septembre | Harry Kane            | Nommé    |
| Octobre   | Son Heung-min         | Lauréat  |
| Octobre   | Harry Kane            | Nommé    |
| Novembre  | Pierre-Emile Højbjerg | Nommé    |
| Mars      | Harry Kane            | Nommé    |
| Mai       | Gareth Bale           | Nommé    |